# 文明II
《文明II》（中国大陆官方译为）是由MicroProse公司开发与发行的一款回合制策略游戏，它是席德·梅尔《文明》的续作。